# ズアオチメドリ
ズアオチメドリ（学名：Ifrita kowaldi）は、スズメ目ズアオチメドリ科に分類される鳥類の一種。本種のみでズアオチメドリ科ズアオチメドリ属を構成する。これまでにウズラチメドリ科やカササギヒタキ科など、様々な科に分類されてきた。ニューギニア島の固有種で、漸新世から最小限の進化を繰り返して現在の地域に定着した。

## 形態
体長は16-17cm、体重は34-36gである。羽毛は黄褐色で、幅広い頭の上に青黒い冠状の羽毛がある。性的二形があり、頭部の縞模様は雄では白く、雌では黄褐色である。胸骨が広く竜骨突起が浅いため、がっしりとした体型をしている。翼は短く丸みを帯びており、足は頑丈で爪があり、足まで羽毛が生えている。羽毛と皮膚にはバトラコトキシンが含まれている。

## 分布と生息地
ニューギニア島の固有種で、分布域は388,000km2である。海抜1,000-4,000mの山岳地帯の熱帯雨林に生息する。通常は標高1,500m以上の場所で見られる。

## 生態
飛行能力が弱く、密集した熱帯雨林の地上約1-3mの高さの植物の枝に巣を作る。巣は少量の羽毛と植物で作られる。親鳥は巣の外側をコケや苔類でカモフラージュする傾向にある。小さな卵を産み、産卵数は通常1個である。巣のカモフラージュ、毒素の保有、少ない産卵数は、歴史的に捕食率と巣への寄生率が高かったことに由来している可能性がある。

## 毒性
毒をもつ鳥類は珍しく、チャイロモズツグミなどのモズツグミ属や、ピトフーイなどの数種が知られている。ズアオチメドリは捕食者から身を守るため、羽毛や皮膚からバトラコトキシンを分泌する。バトラコトキシンは神経細胞内のナトリウムチャネルに結合して閉鎖を阻害し、麻痺を引き起こす可能性がある。毒素の量は個体によって異なり、有毒なジョウカイモドキ科のコレシン属の甲虫を捕食して毒素を得ていると推測されている。

## 人間との関係
分布域も広く、国際自然保護連合のレッドリストでは低危険種に指定されている。個体数はかなり多く、安定していると考えられている。分布域の一部は保護地域に指定されている。